# Cixius sidnica
Cixius sidnica är en insektsart som beskrevs av Stsl 1859. Cixius sidnica ingår i släktet Cixius och familjen kilstritar. Inga underarter finns listade i Catalogue of Life.